# Лауреаты Государственной премии Российской Федерации за 2007 год

## Лауреаты в области литературы и искусства
За художественное выражение важнейших событий отечественной истории, сохранение историко-культурного и природного наследия, вклад в патриотическое воспитание россиян
- Гриценко, Владимир Петрович, директор Государственного военно-исторического и природного музея-заповедника «Куликово поле»,
- Наумов, Андрей Николаевич, заместитель директора по научной работе Государственного военно-исторического и природного музея-заповедника «Куликово поле»,
- Данилов, Владимир Иванович, старший научный сотрудник Государственного военно-исторического и природного музея-заповедника «Куликово поле».

За создание значимых патриотических скульптурных образов, вклад в развитие традиций отечественной пластической культуры
- Ковальчук, Андрей Николаевич, скульптор.

За создание художественных образов, ставших классикой отечественного театрального искусства и киноискусства
- Фрейндлих, Алиса Бруновна, актриса.

## Лауреаты в области науки и технологий
За выдающийся вклад в развитие математики
- Арнольд, Владимир Игоревич, академик Российской академии наук, главный научный сотрудник Математического института имени В. А. Стеклова Российской академии наук

За выдающийся вклад в развитие лингвистики
- Зализняк, Андрей Анатольевич, академик Российской академии наук, главный научный сотрудник Института славяноведения Российской академии наук

За фундаментальные научные исследования в области науки о полимерах
- Хохлов, Алексей Ремович, академик Российской академии наук, заведующий кафедрой полимеров и кристаллов Московского государственного университета имени М. В. Ломоносова

## Лауреаты в области гуманитарной деятельности
- Ширак, Жак